# Daniel Glattauer
Daniel Glattauer (Vienna, 19 maggio 1960) è un giornalista e scrittore austriaco.

## Biografia
Dal 1985 lavora come giornalista e autore e dal 1989 scrive per il quotidiano austriaco Der Standard. Nel 2006 ha pubblicato il romanzo epistolare (composto da una lunga serie di e-mail al posto delle classiche lettere) Le ho mai raccontato del vento del Nord, divenuto un bestseller (più di 700 000 copie vendute in Germania), tradotto in quaranta lingue e venduto in diciassette paesi; dal romanzo è stata tratta anche un'opera teatrale. Nel 2009 esce il sequel, La settima onda, edito in Italia da Feltrinelli, mentre nel 2011 il libro In città zero gradi.

## Opere
- 2006 - Le ho mai raccontato del vento del Nord, Feltrinelli
- 2009 - La settima onda, Feltrinelli
- 2011 - In città zero gradi, Feltrinelli
- 2012 - Per sempre tuo, Feltrinelli
- 2014 - Un regalo che non ti aspetti, Feltrinelli
- 2017 - Terapia d'amore, Feltrinelli
- 2024 - Nuotare, fluttuare, volare. Feltrinelli